# 久之浜町田之網
久之浜町田之網（ひさのはままち たのあみ）は、福島県いわき市の大字である。郵便番号は979-0335。

## 地理
いわき市北東部の久之浜地区に属する。東側で太平洋に面し、南で四倉町、西で大久町小久、北で久之浜町久之浜とそれぞれ隣接する。概ね町村制施行以前の楢葉郡田之網村の流れを汲む地域である。普通河川浜川、横内川とその支流の流域を主な範囲とする。域内の多くを山林が占め、国道6号、JR常磐線が南北に縦貫し、国道6号旧道（福島県道395号四倉久之浜線に沿う沿岸部に波立薬師として知られる波立寺と門前となる集落が位置する。内郷御厩町に所在するいわき中央警察署及び四倉町に所在する平消防署四倉分署がそれぞれ管轄にあたる。

### 主な字
字
- 静
- 古内
- 西ノ内
- 柿内
- 浜田

- 浜川
- 横内
- 江之網
- 南作

### 河川
- 浜川
  - 吹谷川
- 横内川

## 歴史
- 1879年1月27日 - 幕府領田之網村が福島県内における郡区町村制の施行により楢葉郡の村となる[4]。
- 1889年4月1日 - 町村制の施行により田之網村が金ケ沢村、久之浜村、末続村と合併し楢葉郡久之浜村が発足する。旧田之網村域は久之浜村の大字となる。[4]。
- 1896年4月1日 - 郡の廃置分合により楢葉郡が、標葉郡と合併し、新たに双葉郡が発足し、双葉郡久之浜村となる[4]。
- 1902年6月1日 - 久之浜村が町制施行をし、双葉郡久之浜町の大字となる[4]。
- 1966年10月1日 - 久之浜村が平市・磐城市・常磐市・勿来市・内郷市、石城郡遠野町・四倉町・小川町・三和村・田人村・好間村、川前村、双葉郡大久村と合併しいわき市となり、いわき市久之浜地区の大字となる[4]。

## 世帯数と人口
2023年10月31日現在の世帯数と人口は以下の通りである。
| 大字           | 世帯数 | 人口  |
| -------------- | ------ | ----- |
| 久之浜町田之網 | 77世帯 | 190人 |

## 小・中学校の学区
市立小・中学校に通う場合、学区は以下の通りとなる。
| 番地                 | 小学校                     | 中学校                 |
| -------------------- | -------------------------- | ---------------------- |
| 舟戸、鷹ノ巣、江ノ網 | いわき市立四倉小学校       | いわき市立四倉中学校   |
| 上記を除く全域       | いわき市立久之浜第一小学校 | いわき市立久之浜中学校 |

## 交通

### 鉄道
- JR常磐線

### 道路
- 国道6号久之浜バイパス
  - 江ノ網橋
  - 新波立トンネル
  - 田之網跨線橋
  - 古内橋
- 福島県道395号四倉久之浜線（旧国道6号）
  - 江ノ網トンネル
  - 波立トンネル
  - 横内橋

## 施設
- 久之浜・波立海水浴場
- 波立薬師
- 波切不動尊